# Begonia adpressa
Begonia adpressa é uma espécie de Begonia, nativa do Camarões.